# Bábolna
Bábolna is een plaats (város) en gemeente in het Hongaarse comitaat Komárom-Esztergom. Bábolna telt 3781 inwoners (2007).

## Staatsstoeterij
In deze plaats werd in 1789 door Keizer Jozef II een staatsstoeterij opgericht waardoor dit een belangrijk centrum van cavalerie en paardensport werd. Het paardenras dat ontstond was de Shagya arabier. Naast maneges is er ook een koetsenmuseum.

## Afbeeldingen

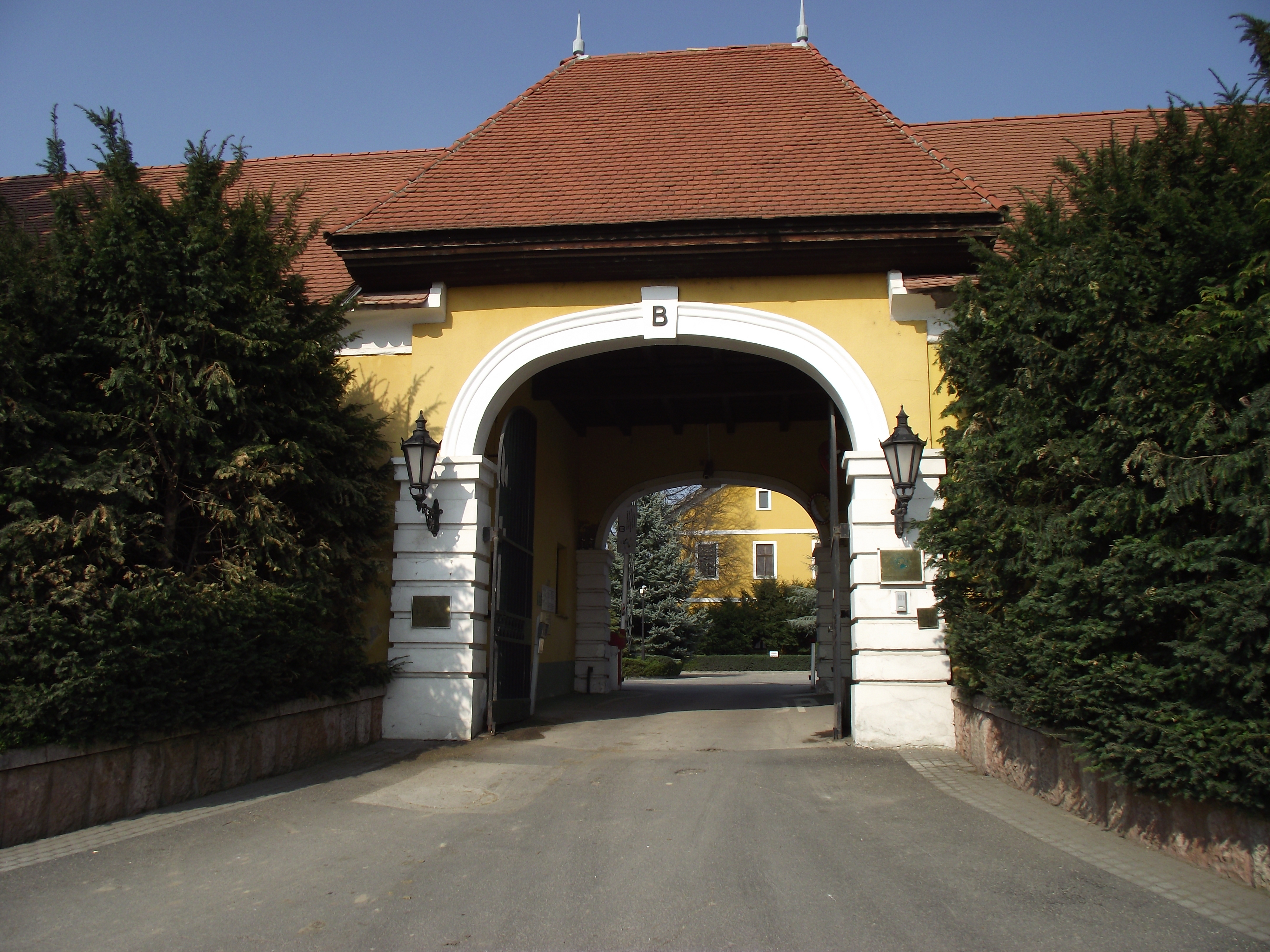
Poortgebouw
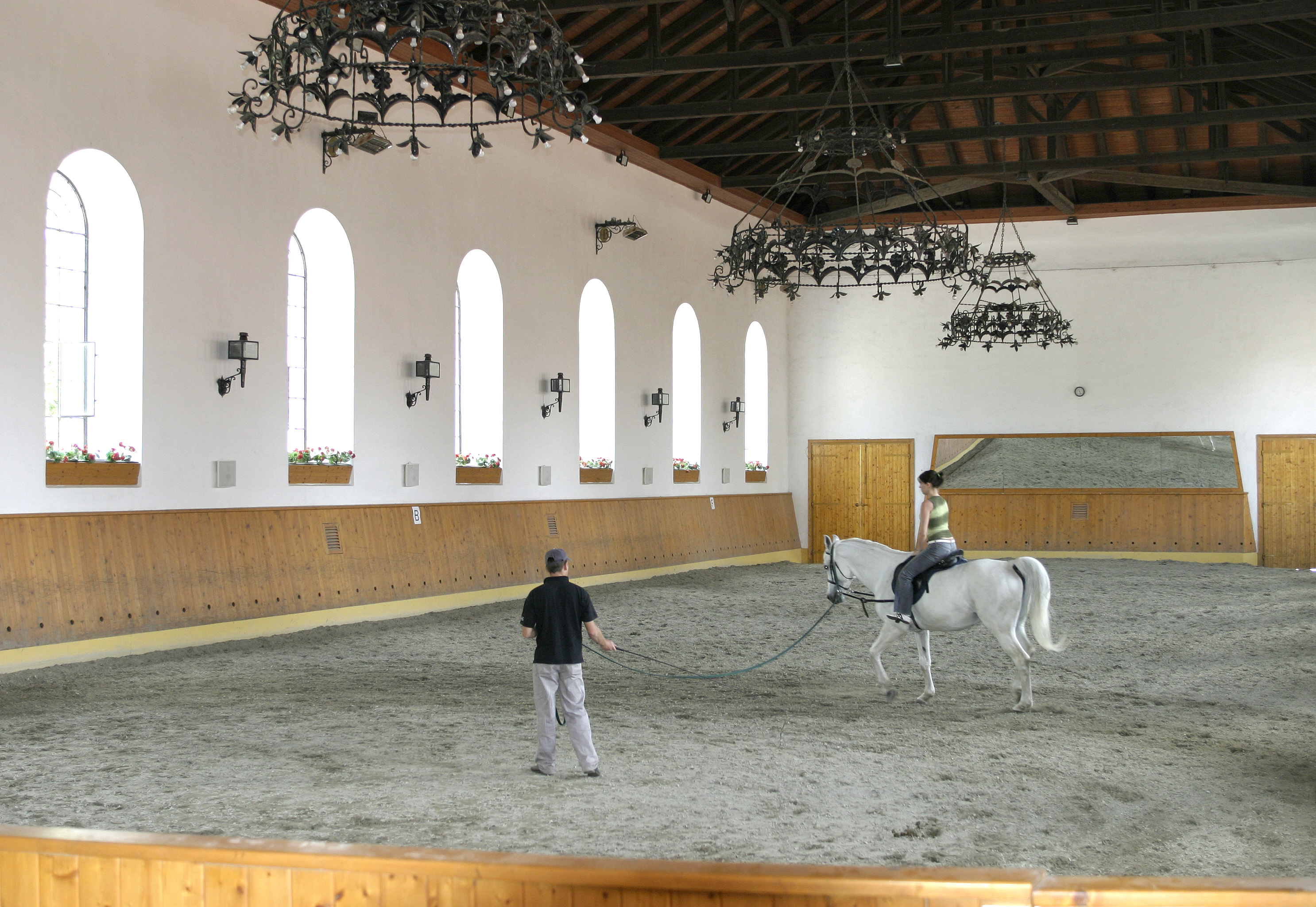
Manege
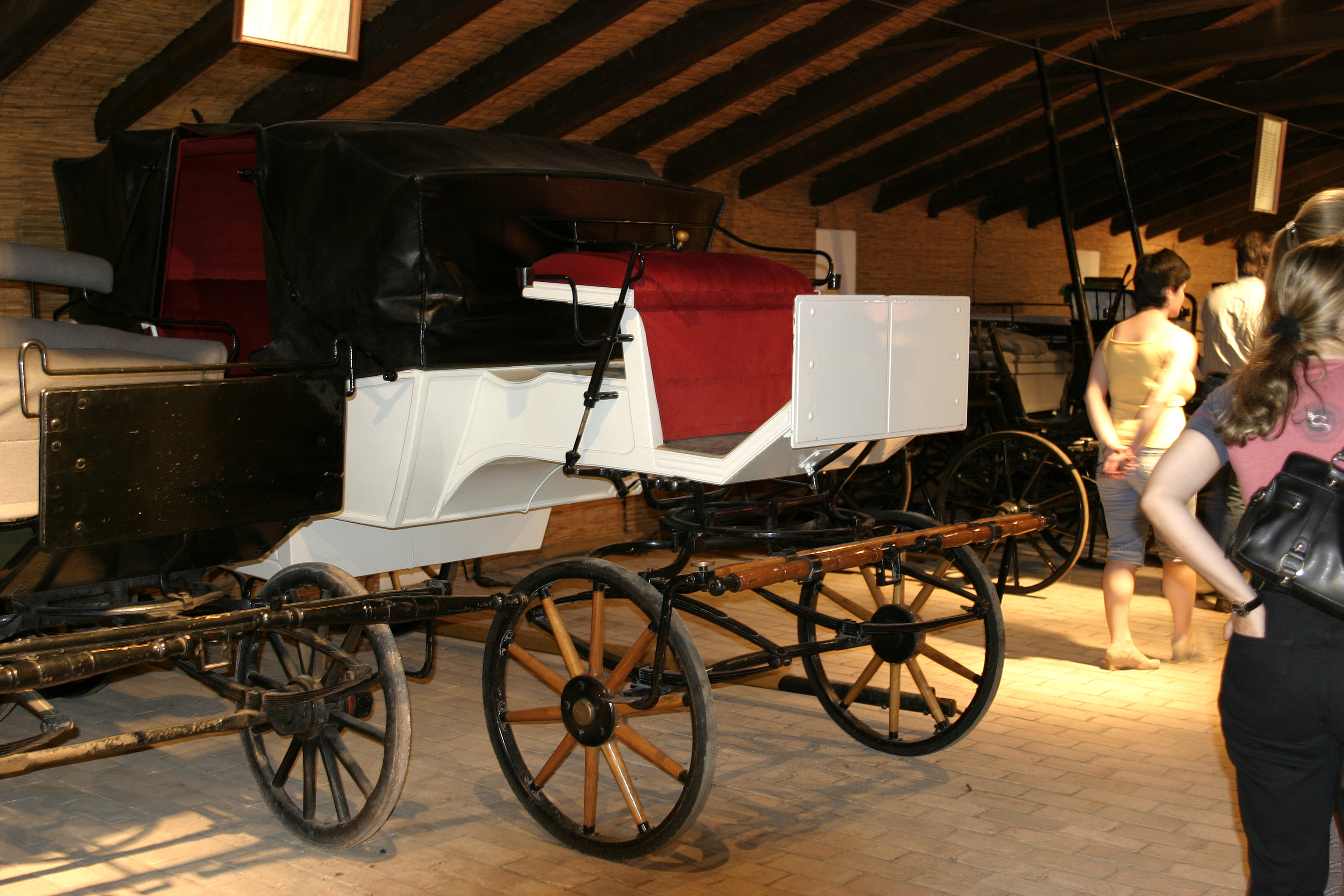
Koetsenmuseum
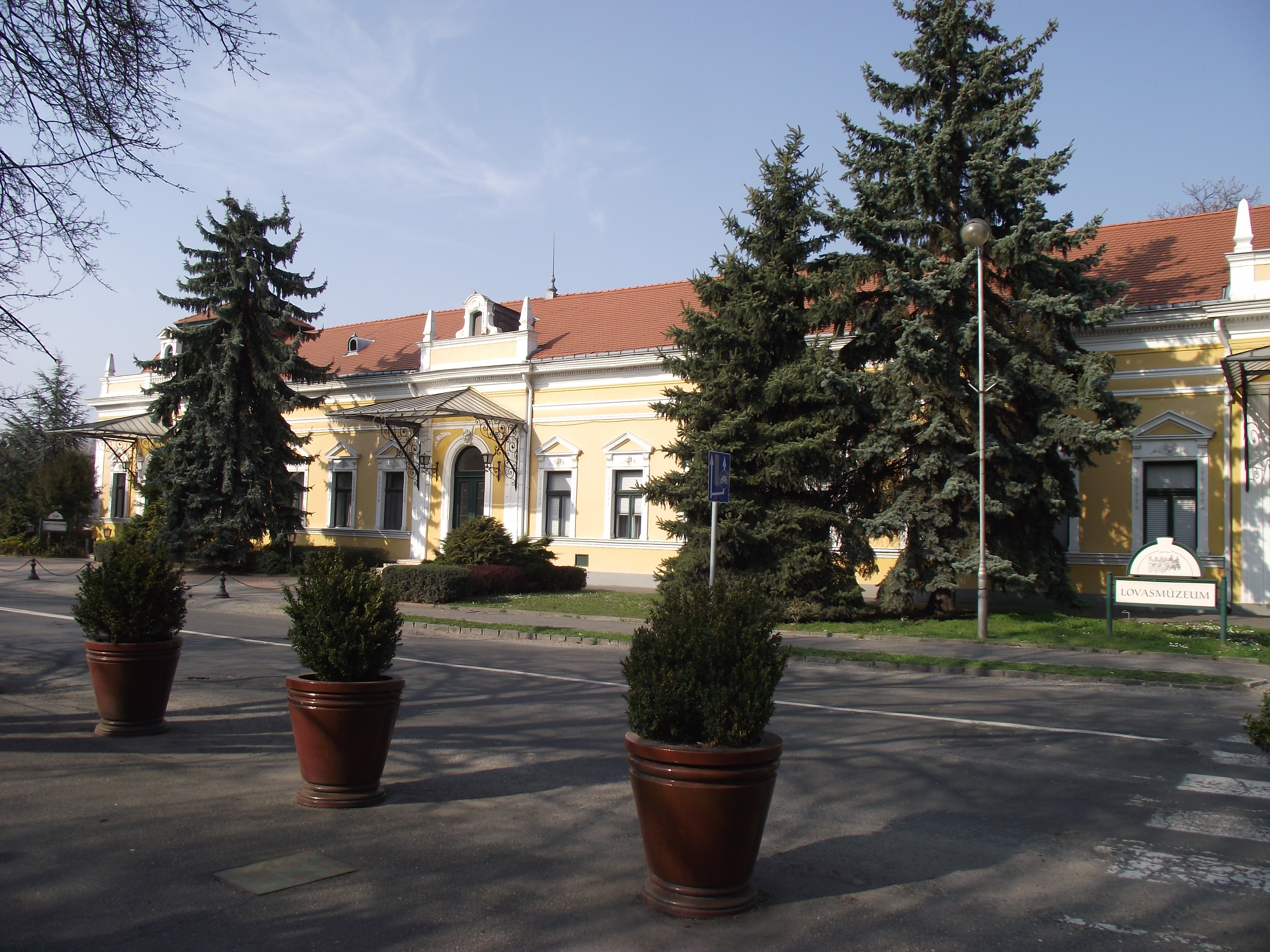
Museum
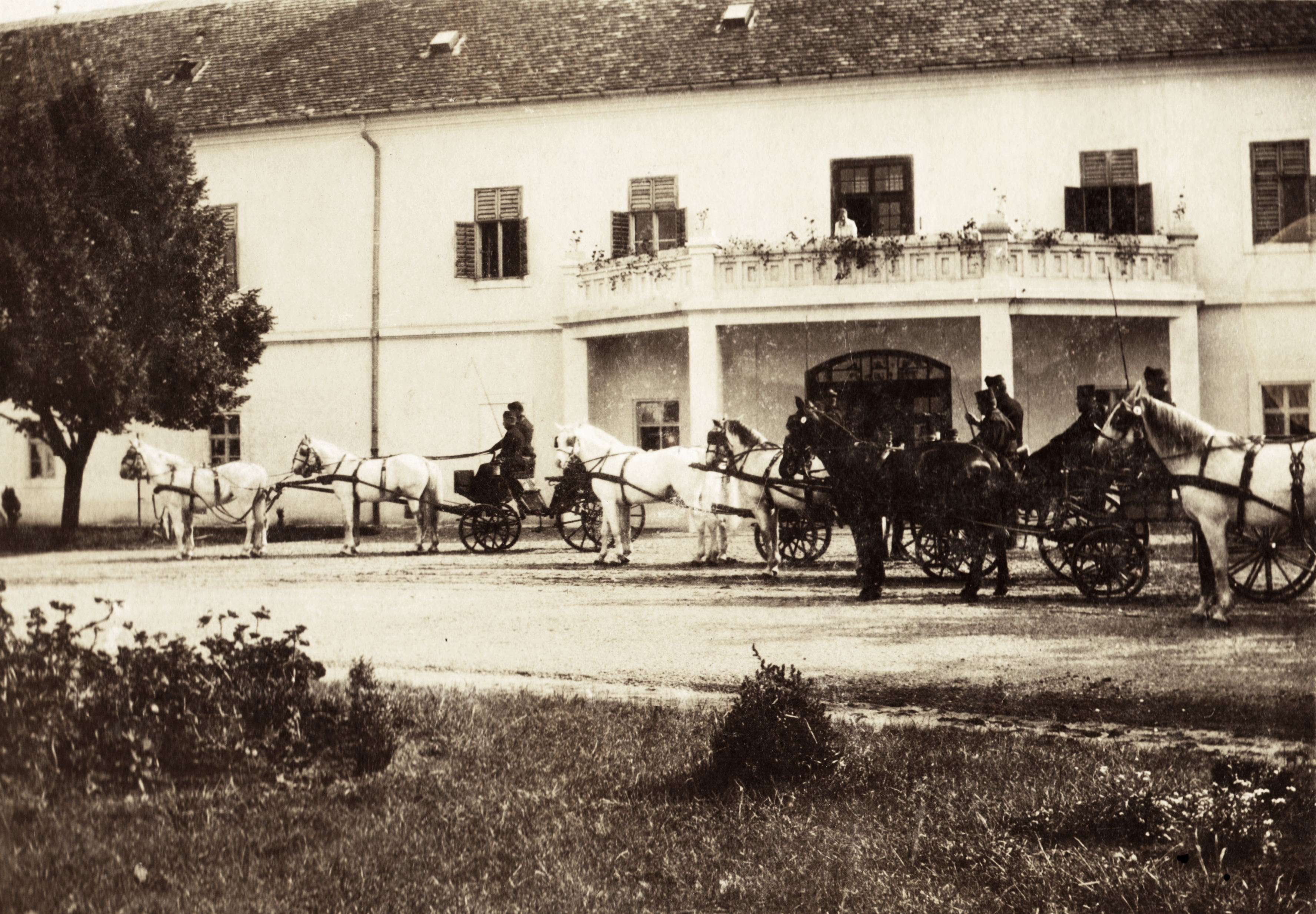
Koetsen, 1929
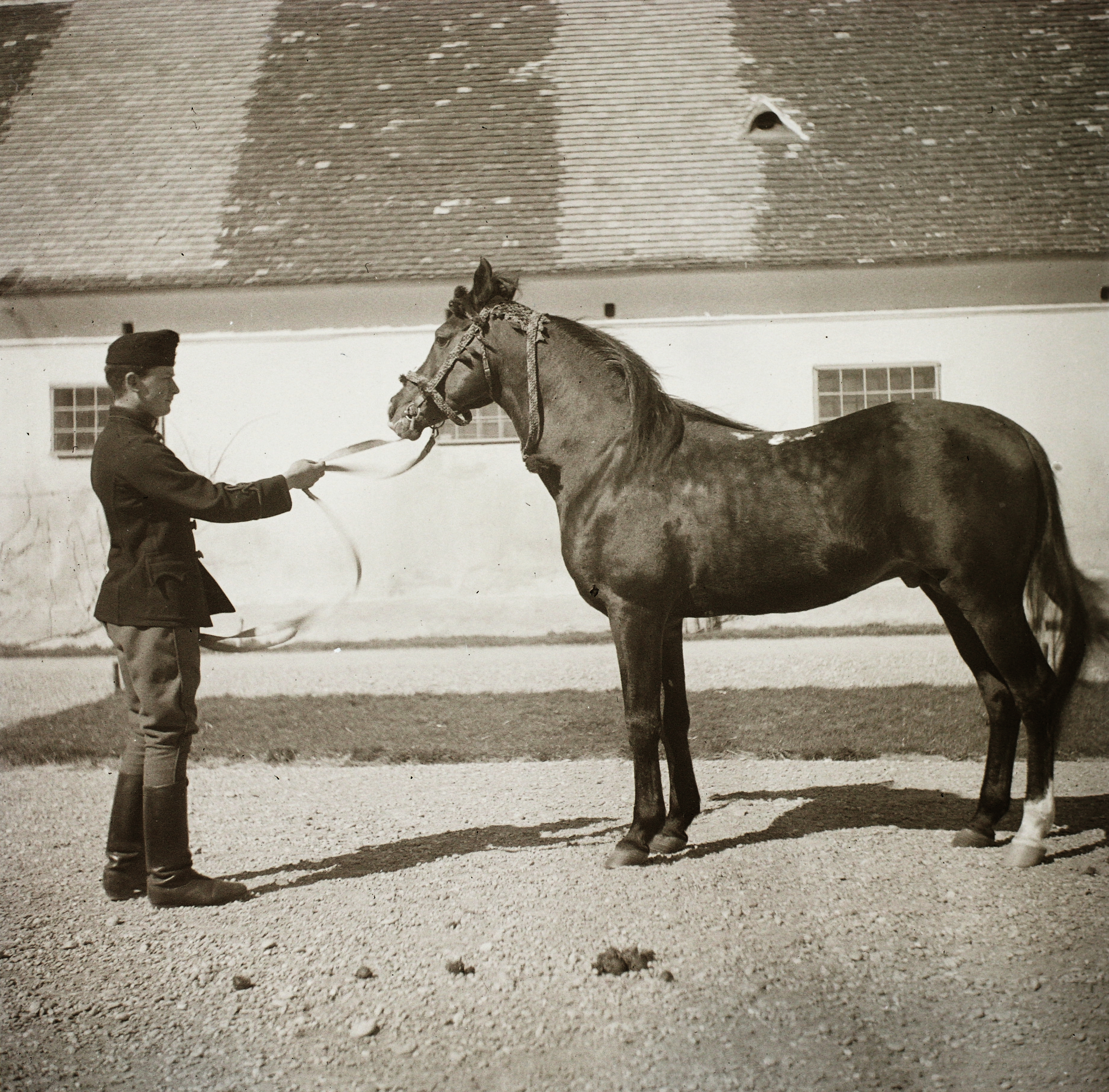
Cavaleriepaard, 1939
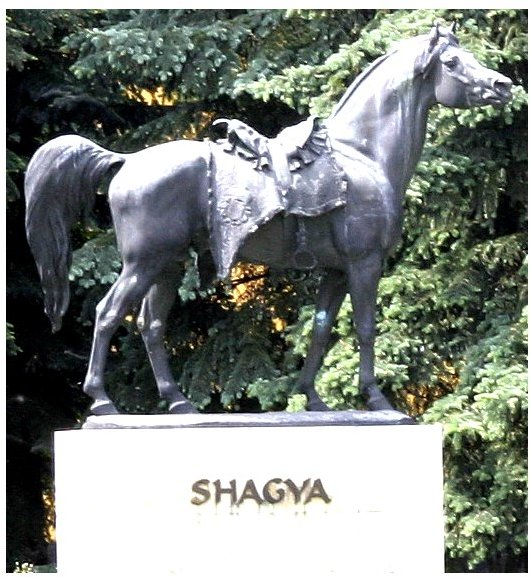
Shagya standbeeld
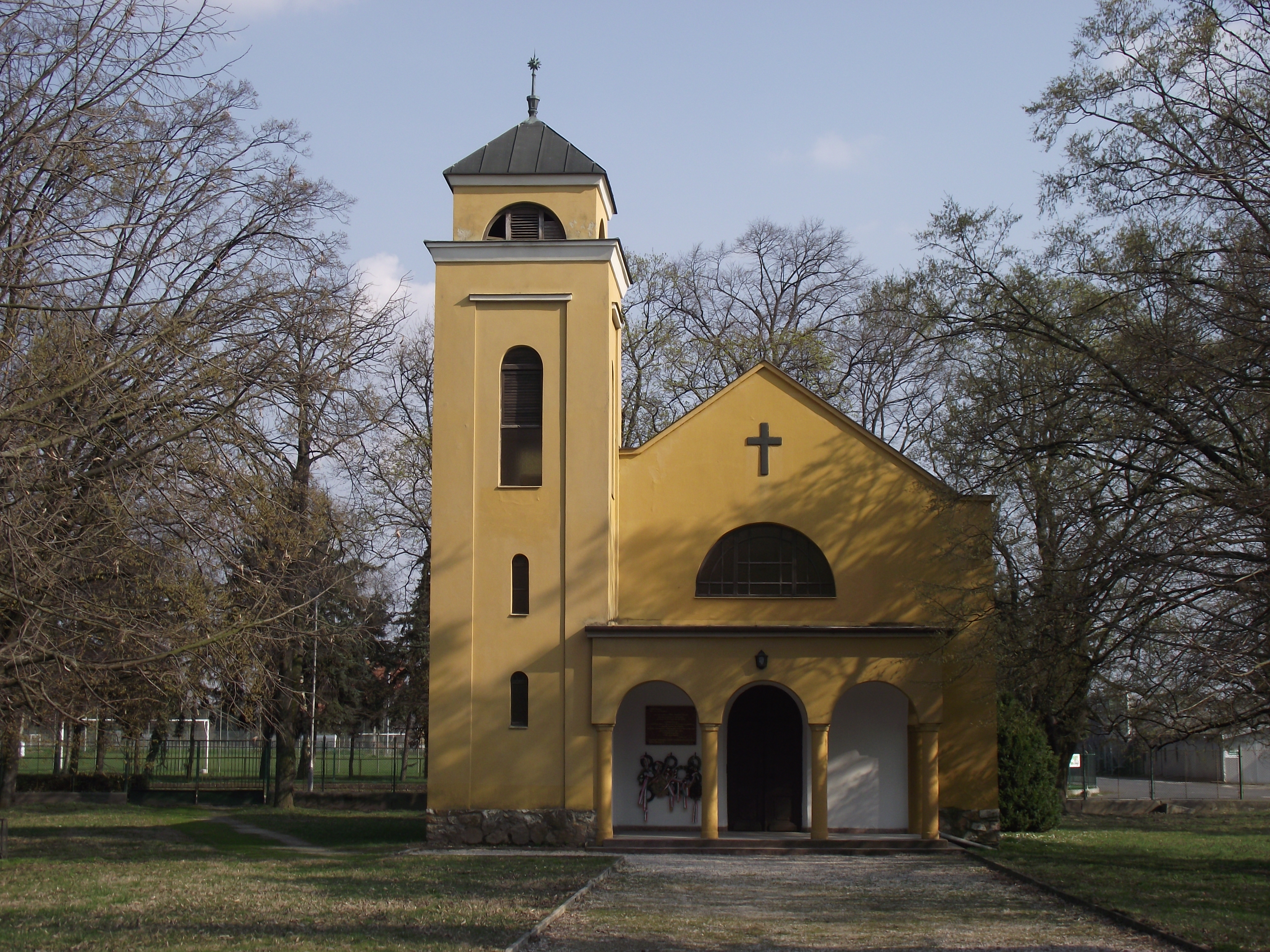
Protestantse kerk